# Municipio de Timber Creek (Nebraska)
El municipio de Timber Creek (en inglés: Timber Creek Township) es un municipio ubicado en el condado de Nance en el estado estadounidense de Nebraska. En el año 2010 tenía una población de 256 habitantes y una densidad poblacional de 2,62 personas por km².

## Geografía
El municipio de Timber Creek se encuentra ubicado en las coordenadas 41°25′51″N 98°6′46″O / 41.43083, -98.11278. Según la Oficina del Censo de los Estados Unidos, el municipio tiene una superficie total de 97.76 km², de la cual 97,27 km² corresponden a tierra firme y (0,5 %) 0,49 km² es agua.

## Demografía
Según el censo de 2010, había 256 personas residiendo en el municipio de Timber Creek. La densidad de población era de 2,62 hab./km². De los 256 habitantes, el municipio de Timber Creek estaba compuesto por el 97,27 % blancos y el 2,73 % eran de una mezcla de razas. Del total de la población el 0,78 % eran hispanos o latinos de cualquier raza.